# Ukulele Songs
| Recensione | Giudizio |
| ---------- | -------- |
| AllMusic   |          |

Ukulele Songs è un album del cantautore statunitense Eddie Vedder, frontman del gruppo Pearl Jam, pubblicato il 30 maggio 2011.

## Il disco
I brani sono interamente suonati con l'ukulele, strumento di cui Vedder è appassionato sin dai tempi dell'album Binaural dei Pearl Jam. Nel brano Soon Forget presente nell'album la parte musicale è infatti suonata con un ukulele. La prima traccia Can't Keep è una versione alternativa dell'originale dei Pearl Jam presente nell'album Riot Act.
L'uscita dell'album è stata preceduta il 22 marzo 2011 da quella del singolo Longing to Belong di cui è stato girato anche un videoclip.

## Tracce
1. Can't Keep – 2:35 (Eddie Vedder)
2. Sleeping by Myself – 1:53 (Eddie Vedder)
3. Without You – 3:18 (Eddie Vedder)
4. More Than You Know – 2:24 (testo: Billy Rose, Edward Eliscu – musica: Vincent Youmans)
5. Goodbye – 2:28 (Eddie Vedder)
6. Broken Heart – 2:36 (Eddie Vedder)
7. Satellite – 2:28 (Eddie Vedder)
8. Longing to Belong – 2:38 (Eddie Vedder)
9. Hey Fahkah – 0:08 (Eddie Vedder)
10. You're True – 3:23 (Eddie Vedder)
11. Light Today – 2:41 (Eddie Vedder)
12. Sleepless Nights (featuring Glen Hansard) – 2:39 (Felice and Boudleaux Bryant)
13. Once in a While – 1:44 (testo: Bud Green – musica: Michael Edwards)
14. Waving Palms – 0:37 (Eddie Vedder)
15. Tonight You Belong to Me (featuring Cat Power) – 1:41 (testo: Billy Rose – musica: Lee David)
16. Dream a Little Dream – 1:30 (testo: Gus Kahn – musica: Fabian André, Wilbur Schwandt)

## Formazione
- Eddie Vedder – ukulele, voce

### Altri musicisti
- Glen Hansard – voce
- Cat Power – voce

## Classifiche
| Classifica (2011)         | Posizione massima |
| ------------------------- | ----------------- |
| Australia                 | 6                 |
| Austria                   | 13                |
| Belgio (Fiandre)          | 12                |
| Belgio (Vallonia)         | 25                |
| Canada                    | 4                 |
| Danimarca                 | 10                |
| Francia                   | 64                |
| Germania                  | 18                |
| Grecia                    | 73                |
| Irlanda                   | 13                |
| Italia                    | 6                 |
| Norvegia                  | 10                |
| Nuova Zelanda             | 8                 |
| Paesi Bassi               | 13                |
| Portogallo                | 1                 |
| Regno Unito               | 49                |
| Spagna                    | 23                |
| Stati Uniti               | 4                 |
| Stati Uniti (alternative) | 2                 |
| Stati Uniti (folk)        | 1                 |
| Svezia                    | 57                |
| Svizzera                  | 5                 |